# Cofield
Cofield és una població dels Estats Units a l'estat de Carolina del Nord. Segons el cens del 2000 tenia 347 habitants.

## Demografia
Segons el cens del 2000, Cofield tenia 347 habitants, 145 habitatges i 90 famílies. La densitat de població era de 42,9 habitants per km².
Dels 145 habitatges en un 29,7% hi vivien nens de menys de 18 anys, en un 37,9% hi vivien parelles casades, en un 19,3% dones solteres, i en un 37,9% no eren unitats familiars. En el 31,7% dels habitatges hi vivien persones soles el 14,5% de les quals corresponia a persones de 65 anys o més que vivien soles. El nombre mitjà de persones vivint en cada habitatge era de 2,39 i el nombre mitjà de persones que vivien en cada família era de 2,99.
Per edats la població es repartia de la següent manera: un 23,6% tenia menys de 18 anys, un 7,5% entre 18 i 24, un 28,2% entre 25 i 44, un 25,6% de 45 a 60 i un 15% 65 anys o més.
L'edat mediana era de 40 anys. Per cada 100 dones de 18 o més anys hi havia 81,5 homes.
La renda mediana per habitatge era de 18.214 $ i la renda mediana per família de 27.969 $. Els homes tenien una renda mediana de 28.250 $ mentre que les dones 17.125 $. La renda per capita de la població era d'11.810 $. Entorn del 23,8% de les famílies i el 26,5% de la població estaven per davall del llindar de pobresa.

## Poblacions més properes
El següent diagrama mostra les poblacions més properes.